# Катеринівське родовище лужних каолінів (Нікольський район)
Катеринівське родовище лужних каолінів — родовище розташоване на східній околиці с. Катеринівка (Нікольський район, Донецька область), за 6 км на південний схід від залізничної станції Зачатівська. Дорога з твердим покриттям пов'язує родовище з смт Нікольське. Лівий (північний) схил р. Кальчик. Розвідувальні роботи проведені на площі 15 га, землі орні.
Родовище відкрито в 1965 р. Приазовською ДРЕ тресту «Артемгеологія». Детальна розвідка проведена в 1970—1974 рр. за завданням тресту «Електросетьізоляція» як сировини для виробництва високовольтних ізоляторів на Слов'янському арматурно-ізоляторному заводі ім. Артема.
Геологічну будову родовища становлять докембрійські інтрузивні породи (граніти), що складають Катерининський масив, в південно-західній частині якого міститься розвідана ділянка. У структурному відношенні масив розташований на східному крилі Центрально-Приазовської синкліналі, в вузлі перетину трьох регіональних розломів.
Корисною копалиною є залишкові кори вивітрювання лінійно-майданного проміжного типу: вони утворені за рожевими і сірими біотитовими порфироподібними гранітами і жильними аплітовидними пегматоїдними різновидами з реліктами недорозкладеного польового шпату. Граніти складаються з кислого плагіоклазу, мікрокліну, кварцу, біотитом. Потужність продуктивного горизонту коливається від 2,0 до 27,2 м, становлячи в середньому 11,67 м. Максимальна глибина підошви продуктивного горизонту 30 м. Розкрив представлено ґрунтово-рослинним шаром, суглинками, пісками, некондиційними каолінами потужністю від 0,5 до 20,3 м, у середньому 6,23 м.
Водовміст кристалічних порід докембрію в цілому невисокий. Загальний приплив зливових і підземних вод становить 148 м3/год. Гідрогеологічні та інженерно-геологічні умови родовища в цілому сприятливі для відпрацювання його відкритим способом.
Мінімальна потужність пласта лужних каолінів — 2,0 м, максимальна потужність пустих порід і некондиційних каолінів, включених в підрахунок — 2 м.
Лужні каоліни досить однорідні як за хімічним, так і за зерновим складом. Усі розкривні породи родовища (суглинки, глини, піски, каоліни нормальні і лужні некондиційні) за своїми якісними характеристиками непридатні для виробництва будівельних матеріалів.
У числі затверджених запасів категорії В і С1 містяться 1051,4 тис. т каолінів і 796 тис. т каолінізованого дріб'язку.